# Tre tesori (medicina tradizionale cinese)
I tre tesori, tre gioielli, o Jing, Qi, Shen (Cinese: 精氣神; "essenza, qi, e spirito"), sono uno dei fondamenti teorici della Medicina tradizionale cinese, del Neidan o "alchimia interna" taoista, del Qigong e Tai chi.
Come ricapitola Despeux:
Jing, Qi, e shen sono tre concetti condivisi tra il Taoismo e la cultura cinese. Vi si riferisce spesso come i Tre Tesori (sanbao 三寶), un'espressione che ne rivela immediatamente la loro importanza e interconnessione. Le idee e le pratiche associate con ognuno dei termini, e con i tre termini come un tutt'uno, sono complesse e variano considerabilmente in differenti contesti e periodi storici. (2008:562) 

## Significato
Nella tradizione cinese, i "Tre Tesori" sono le energie essenziali che sostengono la vita umana:
- Jing 精 "essenza nutritiva, essenza; rifinito, perfezionato; estratto; spirito, sperma, seme"
- Qi 氣 "vitalità, energia, forza; aria, vapore; spirito, vigore; attitudine"
- Shen 神 "spirito; anima, mente; dio, divinità; essere soprannaturale"

L'ordine jing-qi-shen è più comune delle varianti qi-jing-shen e shen-qi-jing.
Nel neidan, pratica dell'"alchimia interna" (Despeux 2008:563), la trasmutazione dei tre tesori è espressa con le parole: lianjing huaqi  鍊精化氣 "rifinire l'essenza nel respiro", lianqi huashen  鍊氣化神 "rifinire il respiro nello spirito", e lianshen huanxu  鍊神還虛 "rifinire lo spirito e revertire alla vuotezza". 
Sia il Neidan che il Neo-Confucianesimo (Despeux 2008:564-5) distinguono i tre in xiantian 先天 "precedente al paradiso" e houtian 後天 "successivo al paradiso", riferendosi a una Yuanjing 元精 "Essenza Originale", Yuanqi 元氣 "Respiro Originale", e Yuanshen 元神 "Spirito Originale".

## Fonti
Il Huainanzi (Scritti dei maestri di Huainan), opera del secondo secolo,  si riferisce a qi e shen come xing 形 "forma; contorno; corpo". 
La forma corporea [xing] è la sede della vita; il qi riempie questa vita mentre shen la controlla. Se uno dei due perde la loro naturale posizione, tutti gli elementi ne verranno danneggiati. (1, tr. Englehart 2000:99) 

Il testo taoista Gaoshang yuhuang xinyin jing (高上玉皇心印經, "Lo scritto della mente-sigillo dell'amato sovrano di giada", o Xinyin jing "Sigillo mentale") è una fonte primaria di valore riguardo ai Tre Tesori (tr. Olson 1993). 
Si può far probabilmente risalire alla dinastia Song (1127-1279), questo testo anonimo presenta una discussione semplice e concisa dell'alchimia interna(neidan 內丹). In particolare enfatizza i cosiddetti Tre Tesori, essenza vitale (jing 精), respiro sottile (qi 氣), e spirito (shen 神). (Komjathy 2004:29) 
Il breve saggio di Frederic H. Balfour (1880:380-381) sullo Xinyin jing ("La traccia del Cuore") è la prima fonte occidentale conosciuta che citi Tre Tesori: "Ci sono tre livelli di Elisir Supremo – lo Spirito, Il Respiro, e il Vigore Essenziale".
Il romanzo del tardo XVI secolo Viaggio a Ovest, attribuito a Wu Cheng'en, ci porta un esempio più recente, quando un patriarca taoista istruisce Sun Wukong con un poema che inizia così:

Sappi bene questa formula segreta vera e meravigliosa:
Dedicati e cura le forze vitali, questo e null'altro.
Tutto il potere risiede nel seme [jing], il respiro [qi], e lo spirito [shen];
Guardale con cura, con sicurezza, che non vi siano fuoriuscite.
Che non vi siano fuoriuscite!
Trattieni nel corpo! (tr. Yu 1977:88)

## Storia del terminesanbao
Il nome cinese sanbao si riferiva originariamente ai Tre tesori del Taoismo, (dal Tao Te Ching 67, tr. Waley 1958:225, "misericordia", "frugalità", e "non ardire di essere 'primo tra tutte le cose del mondo'") ed è successivamente stato usato per i Tre gioielli del Buddhismo (Buddha, Dharma e Sangha). (Questo uso è tuttavia da discontinuarsi, dato che i Tre Gioielli buddhisti fanno riferimento a una filosofia differente. Il Buddha è l'insegnante, il Dharma è l'insegnamento, e la Sangha è la comunità. I Tre Gioielli del Buddhismo sono supporti esterni per la realizzazione, mentre i Tre Tesori del Taoismo sono qualità interiori o attitudini da coltivare.